# Monika Offenberger
Monika Offenberger (* 5. Dezember 1961) ist eine deutsche Biologin und Wissenschaftsjournalistin.

## Leben
Monika Offenberger studierte nach dem Abitur Biologie an der Ludwig-Maximilians-Universität in München und wurde 1994 mit einer Arbeit über die ökologische Einnischung heimischer Taufliegen promoviert. Seitdem schreibt sie für Zeitungen (u. a. Süddeutsche Zeitung, SZ-Magazin, Berliner Zeitung), Verlage, Forschungseinrichtungen und das Bundesministerium für Bildung und Forschung  über Erkenntnisse auf den Gebieten Evolution, Ökologie und Lebenswissenschaften.
Zu ihrem 2004 gemeinsam mit Georg Meister bei Zweitausendeins veröffentlichten Bildband „Die Zeit des Waldes“ schrieb die Süddeutsche Zeitung, dass nach seiner Lektüre der „ahnungslose Waldwanderer“ den Wald mit anderen Augen sehe und „etwas von der ständig drohenden Überforderung dieses Systems durch den massiven Druck der Interessen“ ahne. „Vor allem aber erfährt er viel neues aus dem unendlichen Schatz der Wunder, die der Wald zu bieten hat“. Herausgekommen sei ein „wunderbares Buch“, das sowohl durch seine Bilder, als auch „durch seinen bemerkenswert klaren didaktischen Aufbau“ hervorsteche, so dass ein „Lehrbuch im besten Sinne“ entstanden sei. Die Zeit lobte den Band als „leidenschaftliches Plädoyer für den naturgemäßen Umbau unseres Waldes“.
2005 erhielt Offenberger den 2. Förderpreis für Umweltjournalismus der Gregor Louisoder Umweltstiftung für „kompetente und kritische Berichterstattung an Brennpunkten des Umweltschutzes“.
Zu „Symbiose - Warum Bündnisse fürs Leben in der Natur so erfolgreich sind“ von 2014 befand der Österreichische Rundfunk, dass Offenberger „spannend und kenntnisreich“  die Partnerschaften in Flora und Fauna beschreibe. Das Buch sei eine „gelungene Mischung aus erstaunlichen Erkenntnissen und kleinen, aber feinen Beobachtungen“. Offenbergers „tiefe Liebe zu der Bandbreite symbiotischer Lebensformen“ werde deutlich spürbar. Das Buch verändere „den Blick auf den Wald mit seinen Pilzen, auf die Ameisen - und auch das Verhältnis zur eigenen Darmflora“.

## Veröffentlichungen in Auswahl
- Symbiose – Warum Bündnisse fürs Leben in der Natur so erfolgreich sind, Deutscher Taschenbuch-Verlag, München 2014, ISBN 978-3-423-26055-8
- Das Ei. Ursprung allen Lebens., Wissenschaftliche Buchgesellschaft, Darmstadt 2012, ISBN 978-3-86312-003-0
- Facetten der Genomforschung, Max-Planck-Institut für molekulare Pflanzenphysiologie, Potsdam 2012, ISBN  978-3-00-027026-0
- Ernährungsforschung, Bundesministerium für Bildung und Forschung, Berlin 2010
- Impulsgeber Lebenswissenschaften, Bundesministerium für Bildung und Forschung, Berlin 2009
- Nachhaltige Ver- und Entsorgung, Bundesministerium für Bildung und Forschung, Berlin 2006
- Die Zeit des Waldes (zusammen mit Georg Meister), Zweitausendeins, Frankfurt am Main 2004, ISBN 978-3-86150-630-0
- So schmeckt die Zukunft, Bundesministerium für Bildung und Forschung, Berlin 2004
- Entschlüsselung und Nutzung von Bakterien-Genen, Bundesministerium für Bildung und Forschung, Bonn 2003
- Von Nautilus und Sapiens – Einführung in die Evolutionstheorie, Deutscher Taschenbuch-Verlag, München 1999, ISBN 978-3-423-33039-8
- Ökologische Studien an Drosophiliden, die verrottende Pflanzen als Brutsubstrate nutzen, Shaker Verlag, Aachen 1994, ISBN 978-3-86111-916-6